# Гренада на Светском првенству у атлетици на отвореном 2023.
Гренада је учествовала на 19. Светском првенству у атлетици на отвореном 2023. одржаном у Будимпешти од 19. до 27. августа деветнаести пут, односно, на свим првенствима до данас. Репрезентацију Гренаде представљала су 3 атлетичара који су се такмичило у 3 дисциплине.,
На овом првенству Гренада је по броју освојених медаља делила 39. место са 1 освојеном медаљом (1 бронза). У табели успешности према броју и пласману такмичара који су учествовали у финалним такмичењима (првих 8 такмичара) Гренада је са 1 учесником у финалу делила 54. место са освојених 6 бодова.
| Пл.  | Земља   | 1. место | 2. место | 3. место | 4. место | 5. место | 6. место | 7. место | 8. место | Бр. фин. | Бод. |
| ---- | ------- | -------- | -------- | -------- | -------- | -------- | -------- | -------- | -------- | -------- | ---- |
| =54. | Гренада | 0        | 0        | 1        | 0        | 0        | 0        | 0        | 0        | 0        | 6    |

## Учесници
| Мушкарци: - Кирани Џејмс — 400 м - Андресон Питерс — Бацање копља - Линдон Виктор — Десетобој | Жене: - Хале Хазард — 100 м |

## Освајачи медаља (1)

### Бронза (1)
- Линдон Виктор — Десетобој

## Резултати

### Мушкарци
| Атлетичар       | Дисциплина   | Лични рекорд | Квалификације | Квалификације | Полуфинале | Полуфинале | Финале               | Финале          | Детаљи |
| Атлетичар       | Дисциплина   | Лични рекорд | Резултат      | Место         | Резултат   | Место      | Резултат             | Место           | Детаљи |
| --------------- | ------------ | ------------ | ------------- | ------------- | ---------- | ---------- | -------------------- | --------------- | ------ |
| Кирани Џејмс    | 400 м        | 43,74 НР     | 44,91 КВ      | 1. у гр. 4    | 44,58 КВ   | 2. у гр. 2 | Дисквалификован      | Дисквалификован |        |
| Андресон Питерс | Бацање копља | 93,07 НР     | 78,49         | 1. у гр. Б    |            |            | Није се квалификовао | 16 / 34 (37)    |        |

### Жене
| Атлетичарка | Дисциплина | Лични рекорд | Квалификације | Квалификације | Полуфинале            | Полуфинале            | Финале                | Финале       | Детаљи |
| Атлетичарка | Дисциплина | Лични рекорд | Резултат      | Место         | Резултат              | Место                 | Резултат              | Место        | Детаљи |
| ----------- | ---------- | ------------ | ------------- | ------------- | --------------------- | --------------------- | --------------------- | ------------ | ------ |
| Хале Хазард | 100 м      | 11,29        | 11,34         | 5. у гр. 2    | Није се квалификовала | Није се квалификовала | Није се квалификовала | 32 / 54 (56) |        |

#### Десетобој
| Дисциплина    | Линдон Виктор | Линдон Виктор   | Линдон Виктор | Линдон Виктор | Линдон Виктор | Линдон Виктор |
| Дисциплина    | Лич. рек.     | Резултат        | Бод.          | Плас.         | Укупно        | Плас.         |
| ------------- | ------------- | --------------- | ------------- | ------------- | ------------- | ------------- |
| 100 м         | 10,56         | 10,60(.592) ЛРС | 952           | 7.            | 952           | 7.            |
| Скок удаљ     | 7,56          | 7,55 ЛРС        | 947           | 10.           | 1.899         | 7.            |
| Бацање кугле  | 16,55         | 15,94           | 848           | 2.            | 2.747         | 4.            |
| Скок увис     | 2,09          | 2,02 ЛРС        | 822           | 9.            | 3.569         | 4.            |
| 400 м         | 48,20         | 48,05 ЛР        | 907           | 8.            | 4.476         | 4.            |
| 110 м препоне | 14,45         | 14,47(.462) ЛРС | 915           | 11.           | 5.391         | 5.            |
| Бацање диска  | 55,87         | 54,97 РСПд      | 974           | 1             | 6.365         | 3.            |
| Скок мотком   | 4,92          | 4,80 ЛРС        | 849           | 11.           | 7.214         | 4.            |
| Бацање копља  | 71,56         | 68,05 ЛРС       |               | 3.            | 8.074         | 2.            |
| 1.500 м       | 4:43,74       | 4:39,67 ЛР      | 682           | 12.           | 8.756         | 3.            |
| Десетобој     | 8.550 НР      |                 |               |               | 8.756 НР, ЛР  |               |